# Helen Grayco
Helen Grayco (cuyo apellido real era Greco; 20 de septiembre de 1924 – 20 de agosto de 2022) fue una cantante y actriz estadounidense activa entre los años 1930 y 1960. Alcanzó gran fama por sus apariciones junto a su esposo Spike Jones en el programa The Spike Jones Show en las décadas de 1950 y 1960. También es madre del productor y ganador de un premio Emmy Spike Jones, Jr. y de Leslie Ann Jones, ingeniera de sonido ganadora de un premio Grammy.

## Primeros años
Grayco nació como Helen Greco el 20 de septiembre de 1924 en Tacoma, Washington, la segunda más joven de once hermanos de Charles Battiste Greco y su esposa, Rosina. Tenía cinco hermanos: John, Ralph, George, Anthony y James, y cinco hermanas: Mary, Carmella, Katherina, Theresa y Elizabeth. Los hermanos fueron criados en la fe católica romana de sus padres, italianos que habían emigrado a los Estados Unidos desde Lamezia Terme, Calabria. Mr. Greco era propietario de una tienda de comestibles que quebró durante la Gran Depresión.

## Carrera
A los 4 años, Grayco empezó a cantar en Tacoma.

### Radio
En 1932, a los ocho años, Grayco cantó en The Carnival Hour, un programa de variedades de la emisora de radio KHJ de Los Ángeles. A continuación, fue contratada para aparecer en un programa de variedades local en Seattle, Washington. Bing Crosby y sus hermanos, que, al igual que Grayco, eran todos naturales de Tacoma, la escucharon en el programa y, según se dice, Crosby comentó que "... canta como en Hollywood!". Crosby le dio un trabajo en Hollywood y pronto su familia se mudó a Los Ángeles. Ganaba un sueldo de 75 dólares a la semana.

### Cine
En 1935, tras finalizar su colaboración con Crosby, Grayco apareció en un papel sin diálogo en una escena con Allan Jones en la película de Metro-Goldwyn-Mayer A Night at the Opera, protagonizada por los hermanos Marx.
En 1938, Joe Pasternak, de Universal Studios, contrató a Grayco, que entonces tenía trece años, para sustituir a Deanna Durbin como estrella infantil principal de Universal. Durante su estancia en Universal, apareció en un pequeño papel en la película de Durbin That Certain Age.

### Carrera musical

#### Inicios laborales
Grayco comenzó su carrera musical trabajando con las bandas de Chuck Cascalas, Chuck Cabot y Red Nichols. Su gran oportunidad llegó cuando empezó a viajar con la banda de Stan Kenton mientras aún estaba en el instituto. La gira llevó a Grayco desde Los Ángeles hasta el Roseland Ballroom de la ciudad de Nueva York. Mientras estaba en Nueva York, en 1947, fue solista con la Naumburg Orchestral Concerts, en el Naumburg Bandshell, Central Park, en la serie de verano. 

#### Con Spike Jones

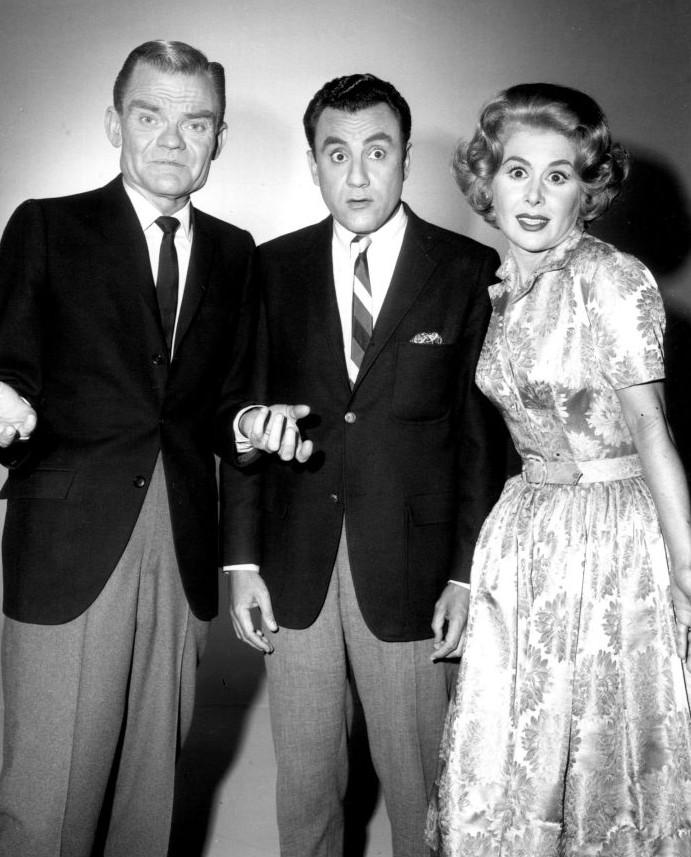
Grayco con Spike Jones y Bill Dana, 1960

Grayco conoció al líder de la banda Spike Jones en 1946, mientras actuaba en el Hollywood Palladium. Tras su actuación, él le ofreció un contrato con su banda, los City Slickers.
En una entrevista de 2009, Grayco dijo lo siguiente sobre su primer encuentro con Spike Jones:

Me pidió que lo viera después del espectáculo y me ofreció un trabajo. Él ya era famoso. Una gran estrella. Se iba de gira. Yo era todo lo contrario a lo que él hacía. Me sentí muy ofendida cuando Spike me pidió que trabajara con él. Acababa de hacer "Cocktails for Two" y todas esas cosas por las que era conocido. "No sé dónde podría encajar en tu grupo. No soy comediante", le dije. Él respondió: "No, harás lo tuyo. Tendrás tus propios arreglos. Harás 15 o 20 minutos completamente separados del espectáculo". Necesitaban algo para calmar al público. Y así fue como trabajamos desde entonces.

Grayco también consiguió un puesto en la Other Orchestra de Jones, que este formó en 1946. El grupo era conocido por su música legítimamente "bonita", en contraste con los City Slickers, famosos por su forma alocada de tocar. La única grabación destacada de la Other Orchestra es "Laura", que cuenta con una primera parte seria (interpretada de forma exquisita por la Other Orchestra) y una segunda parte frenética (interpretada para provocar risas por los City Slickers). A pesar del éxito de "Laura", el público prefería la música alocada de los Slickers a la música elegante de la Other Orchestra. La Other Orchestra se disolvió en 1947, solo un año después de su fundación.
Ella apareció con Jones y sus City Slickers en The Colgate Comedy Hour y The Red Skelton Show. También protagonizó junto a Jones y su banda una serie de programas de televisión entre 1954 y 1961 en la NBC y la CBS conocidos como The Spike Jones Show: 1004   y Club Oasis.

### Solista
Grayco lanzó su primer sencillo en 1949. Sus dos álbumes más memorables fueron After Midnight en 1957 y The Lady in Red en 1958. Este último fue el último álbum que lanzó.

### Carrera posterior
Grayco siguió cantando en diversos escenarios durante los siguientes diez años. Su última aparición pública fue en 1968, en un episodio del programa The Dean Martin Show.
En 1961, Grayco fue la portavoz del licor de café Kahlúa. Entre sus actividades se incluyó una gira de 13 semanas para promocionar el producto.
Tras un periodo de retiro, Grayco retomó brevemente la grabación para United Artists Records en 1976. Su primer sencillo para el sello fue "If That's Now Nature Made Him". La canción llamó la atención de los editores de Billboard, que la consideraron una de las primeras canciones pop con temática homosexual, ya que trata sobre una mujer que se enamora de un hombre gay.

## Vida personal y muerte
Grayco se casó con Spike Jones el 18 de julio de 1949, en Beverly Hills, California. Tuvieron tres hijos: el productor Spike Jones Jr., la ingeniera de sonido ganadora de un premio Grammy Leslie Ann Jones y Gina Jones. El matrimonio duró hasta la muerte de Jones el 1 de mayo de 1965, a causa de un enfisema.[cita requerida]
En 1968, se casó con Bill Rosen, propietario de un restaurante llamado Gatsby's en la ciudad de Nueva York. Se mudó a Nueva York con él y más tarde regresó a Los Ángeles cuando él abrió allí un restaurante llamado Gatsby's. Rosen falleció en 2002.
Grayco murió de cáncer en Los Ángeles el 20 de agosto de 2022, a la edad de 97 años.

## Filmografía

### Cine
- A Night at the Opera (Pequeña chica en el piano; papel no acreditado) (1935)
- That Certain Age (Chica) (1938)
- Cha-Cha-Cha Boom! (Intérprete: "Lilly's Lament (to Cell 29)") (1956)

### Televisión
| Año  | Título                  | Papel                     | Notas                                                                                  |
| ---- | ----------------------- | ------------------------- | -------------------------------------------------------------------------------------- |
| 1951 | The Colgate Comedy Hour | Ella misma                | Episodio: "The Spike Jones Show" Fecha de estreno original: 2 de noviembre de 1951     |
| 1952 | Four Star Revue         | Vocalista invitada        | 1 episodio                                                                             |
| 1954 | The Spike Jones Show    | Ella misma/Varios papeles | 18 episodios                                                                           |
| 1955 | The Red Skelton Show    | Mrs. Spike Jones          | 1 episodio                                                                             |
| 1957 | The Spike Jones Show    | Ella misma                | 20 episodios                                                                           |
| 1958 | Club Oasis              | Cantante                  | 3 episodios                                                                            |
| 1958 | The Frank Sinatra Show  | Ella misma                | Episodio: "Spike Jones and Helen Grayco" Fecha de estreno original: 4 de abril de 1958 |
| 1960 | Swinging Spiketaculars  | Ella misma                | 2 episodios                                                                            |
| 1960 | Person to Person        | Ella misma                | 1 episodio                                                                             |
| 1961 | The Spike Jones Show    | Ella misma                | 9 episodios                                                                            |
| 1968 | The Dean Martin Show    | Ella misma                | 1 episodio                                                                             |
| 1968 | The Pat Boone Show      | Ella misma                | 1 episodio                                                                             |